# Вац (футбольний клуб)
Футбольний клуб «Вац» (угор. Vác Futball Club) — угорський футбольний клуб з однойменного міста, заснований у 1899 році. Виступає у Другій лізі. Домашні матчі приймає на стадіоні «Лігеті», місткістю 9 000 глядачів.

## Досягнення
- Чемпіонат Угорщини
  - Чемпіон (1): 1993–94
  - Срібний призер (2): 1991–92, 1992–93
- Кубок Угорщини
  - Фіналіст (3): 1990–91, 1991–92, 1994–95

## Виступи в єврокубках

### Кубок володарів кубків
| Сезон   | Змагання               | Раунд | Країна             | Клуб   | Вдома | На виїзді | В сукупності |
| ------- | ---------------------- | ----- | ------------------ | ------ | ----- | --------- | ------------ |
| 1995–96 | Кубок володарів кубків | КР    | Північна Македонія | Сілекс | 1–1   | 1–3       | 2–4          |

### Кубок Інтертото
| Сезон | Змагання        | Раунд   | Країна     | Клуб                     | Вдома | На виїзді |
| ----- | --------------- | ------- | ---------- | ------------------------ | ----- | --------- |
| 1989  | Кубок Інтертото | Група 3 | Австрія    | Тіроль Інсбрук           | 0–0   | 0–1       |
|       |                 | Група 3 | Болгарія   | Етир-1924                | 1–0   | 0–0       |
|       |                 | Група 3 | Швейцарія  | Беллінцона               | 1–0   | 1–1       |
| 1991  | Кубок Інтертото | Група 3 | Австрія    | Аустрія Зальцбург        | 1–2   | 1–1       |
|       |                 | Група 3 | Німеччина  | Галлешер                 | 2–1   | 1–5       |
|       |                 | Група 3 | Данія      | Ікаст                    | 2–0   | 1–2       |
| 1992  | Кубок Інтертото | Група 7 | Словаччина | Слован Братислава        | 2–3   | 1–5       |
|       |                 | Група 7 | Данія      | Орхус                    | 2–0   | 1–0       |
|       |                 | Група 7 | Швеція     | Кіруна                   | 5–2   | 2–0       |
| 1994  | Кубок Інтертото | Група 4 | Німеччина  | Гамбург                  | 1–2   |           |
|       |                 | Група 4 | Словаччина | Інтер Братислава         |       | 3–2       |
|       |                 | Група 4 | Чехія      | Динамо Чеські Будейовиці | 2–1   |           |
|       |                 | Група 4 | Данія      | Ікаст                    |       | 4–0       |

### Кубок УЄФА
| Сезон   | Змагання   | Раунд | Країна     | Клуб            | Вдома | На виїзді | В сукупності |
| ------- | ---------- | ----- | ---------- | --------------- | ----- | --------- | ------------ |
| 1991–92 | Кубок УЄФА | 1Р    | СРСР       | Динамо Москва   | 1–0   | 1–4       | 2–4          |
| 1992–93 | Кубок УЄФА | 1Р    | Нідерланди | Гронінген       | 1–0   | 1–1       | 2–1          |
|         |            | 2Р    | Португалія | Бенфіка         | 0–1   | 1–5       | 1–6          |
| 1993–94 | Кубок УЄФА | 1Р    | Кіпр       | Аполлон Лімасол | 2–0   | 0–4       | 2–4 (дод.ч.) |

### Ліга чемпіонів
| Сезон   | Змагання       | Раунд | Країна  | Клуб | Вдома | На виїзді | В сукупності |
| ------- | -------------- | ----- | ------- | ---- | ----- | --------- | ------------ |
| 1994–95 | Ліга чемпіонів | КР    | Франція | ПСЖ  | 1–2   | 0–3       | 1–5          |